# Speedin'
"Speedin'" este primul single extras de pe albumul lui Rick Ross, „Trilla”. Piesa este o colaborare cu artistul R&B R. Kelly. Cântecul este produs de The Runners.

## Remixes
1. Pe primul remix oficial (cunoscut drept și „We the Best” remix) apar DJ Khaled, R. Kelly, Plies, Birdman, Busta Rhymes, DJ Drama, Webbie, Gorilla Zoe, Fat Joe, Flo Rida, Brisco, Lil' Wayne.
2. În al doilea remix oficial refrenul este cântat de Chris Brown.

## Videoclipul
În videoclip apar DJ Khaled, Fat Joe, Gunplay, Trina și Diddy. 

## Poziția în topuri
| Top (2008)                                    | Poziția |
| --------------------------------------------- | ------- |
| U.S. Billboard Bubbling Under Hot 100 Singles | 21      |
| U.S. Billboard Hot R&B/Hip-Hop Songs          | 53      |